# The Santa Clause
The Santa Clause —¡Vaya Santa Claus! en España y Santa Cláusula en Hispanoamérica— es una película cómica de 1994 dirigida por John Pasquin, producida por Robert Newmyer, Brian Reilly y Jeffrey Silver, y escrita por Leo Benvenuti y Steve Rudnick. Producida por Walt Disney Pictures y protagonizada por Tim Allen, se centra en Scott Calvin, un hombre que por accidente se convierte en Santa Claus luego de que este se cayera de su techo. La película recibió buenas críticas, fue un éxito en taquilla y se terminó convirtiendo en un clásico navideño. Por ello, se hicieron dos secuelas: The Santa Clause 2 (2002) y The Santa Clause 3: The Escape Clause (2006), dirigidas por Michael Lembeck.

## Argumento
Scott Calvin es un exitoso ejecutivo que se encuentra divorciado de Laura. Juntos tienen un hijo, Charlie, que ya no cree en Santa Claus, probablemente debido a la influencia del nuevo esposo de su madre, un psiquiatra llamado Neal. Para su decepción, Charlie debe pasar la Nochebuena con su padre y, como este quema la cena, ambos comen en un restaurante familiar. Antes de dormir, Scott le narra un cuento navideño a su hijo, que vuelve a creer en Santa Claus. Por la noche, el niño oye un ruido en el tejado y asume que proviene de los renos navideños. Su padre, escéptico, sale de la casa para ver de dónde proviene el alboroto y sorprende a un intruso que intenta entrar por la chimenea. El desconocido resulta ser Santa Claus y, por el exabrupto, cae y aparentemente muere. En el traje de este hallan una nota que dice: «Si algo me pasa, ponte mi traje, los renos sabrán qué hacer». Charlie, emocionado, le pide a su padre que se vista de Santa y suba al trineo. Scott lo hace y reparte en algunas casas los regalos que hay en el vehículo, con la ayuda de una «magia navideña» que le permite entrar por las chimeneas o tubos pequeños, entre otras cosas. 
Los renos llevan a Scott y Charlie al polo norte, donde permanecen al cuidado de un duende llamado Bernard, quien los guía hacia una enorme fábrica subterránea donde los duendes trabajan. Bernard le obsequia una esfera de nieve a Charlie y le explica a Scott que al ponerse el traje es el nuevo Santa Claus y que, si no hace el trabajo, decepcionará a todos los niños del mundo. Ambos vuelven a casa y Scott, muy cansado, se pone el pijama y se duerme profundamente. Por la mañana, despierta y cree que todo fue solo un sueño, pero para su sorpresa, Charlie recuerda lo ocurrido. En los días posteriores, el niño cuenta en la escuela que su padre es Santa Claus, por lo que Laura y Neal intentan sacarle de la mente todo lo relacionado con el polo norte. A lo largo del año, Scott empieza a «transformarse»: engorda cada vez más, le sale mucha barba y el pelo se le vuelve de color blanco, por lo que todos los niños comienzan a confundirlo con Santa Claus. Con el tiempo, Laura y Neal realizan los trámites correspondientes para que Scott no pueda ver a Charlie. Sin embargo, Scott lo visita mientras Laura y Neal no están en casa. Bernard aparece frente a ellos y los lleva al polo norte para comenzar con los preparativos navideños. 
Cuando regresan a casa, Laura y Neal sospechan de que Scott enloqueció y secuestró a Charlie, así que llaman a la policía. Entretanto, padre e hijo se divierten trabajando con los duendes. Cuando terminan, vuelven a casa, pero la policía pone bajo arresto a Scott. En el polo norte no entienden por qué el hombre no ha regresado y llaman al Escuadrón de Duendes para que lo busquen. Los duendes van a la casa de Laura, donde encuentran el trineo vacío en el tejado. Charlie les explica lo acaecido y los duendes sacan a Scott de la cárcel. Una vez libre, Scott regresa a casa de Laura y Neal en busca del trineo. La policía sigue allí, por lo que Scott se despide de su hijo y le promete que siempre estará con él. Bernard le dice que si sacude la esfera de nieve que lo obsequió, mágicamente Santa estará en frente de él cualquier día y en cualquier hora. Cuando Scott se marcha, todos —incluidos Laura, Neal y la policía— lo ven viajando en el trineo, por lo que quedan convencidos de que verdaderamente es Santa. Diez minutos después, Charlie sacude la esfera de nieve y su padre regresa y le pregunta si quiere ayudarlo a repartir los regalos en todo el mundo. El niño acepta y ambos se van volando en el trineo.

## Reparto
| - Tim Allen como Scott Calvin/Santa Claus - Eric Lloyd como Charlie Calvin - Wendy Crewson como Laura Miller - Judge Reinhold como Dr. Neal Miller - David Krumholtz como Bernard, el elfo - Paige Tamada como Judy, la elfa - Peter Boyle como Sr. Whittle - Larry Brandenburg como detective Nunzio - Jayne Eastwood como Judy, la mesera | - Kenny Vadas como el líder del Escuadrón de los Duendes - Chris Benson como bombero O'Hara - Mary Gross como Sr. Daniels - Joyce Guy como directora Compton - Judith Scott como Susan Perry - Steve Vinovich como Dr. Pete Novos - John Pasquin como sexto Santa - Frank Welker como reno (voz) - Kerrigan Mahan como reno (voz) |

## Producción
La película fue filmada en su mayoría en Oakville, una ciudad en el área metropolitana de Toronto, que sirvió como para ficticia ciudad de Lakeside, Illinois. Los trenes utilizados en la escena del Polo Norte y el comienzo de la película son LGB.